# Норт-Потомак (Меріленд)
Норт-Потомак (англ. North Potomac) — переписна місцевість (CDP) в США, в окрузі Монтгомері штату Меріленд. Населення — 23 790 осіб (2020).

## Географія
Норт-Потомак розташований за координатами 39°5′48″ пн. ш. 77°14′19″ зх. д. / 39.09667° пн. ш. 77.23861° зх. д. (39.096770, -77.238503).  За даними Бюро перепису населення США в 2010 році переписна місцевість мала площу 16,99 км², з яких 16,88 км² — суходіл та 0,11 км² — водойми.

## Демографія
Згідно з переписом 2010 року, у переписній місцевості мешкало 24 410 осіб у 8040 домогосподарствах у складі 6867 родин. Густота населення становила 1436 осіб/км².  Було 8178 помешкань (481/км²).
Расовий склад населення:
| - 56,8 % — білих - 33,9 % — азіатів - 5,5 % — чорних або афроамериканців - 0,2 % — корінних американців |

До двох чи більше рас належало 2,9 %. Частка іспаномовних становила 4,8 % від усіх жителів.
За віковим діапазоном населення розподілялося таким чином: 28,3 % — особи молодші 18 років, 63,2 % — особи у віці 18—64 років, 8,5 % — особи у віці 65 років та старші. Медіана віку мешканця становила 41,9 року. На 100 осіб жіночої статі у переписній місцевості припадало 95,2 чоловіків;  на 100 жінок у віці від 18 років та старших — 91,3 чоловіків також старших 18 років.
Середній дохід на одне домашнє господарство  становив 173 763 долари США (медіана — 151 022), а середній дохід на одну сім'ю — 187 257 доларів (медіана — 161 338). Медіана доходів становила 109 559 доларів для чоловіків та 79 714 долари для жінок. За межею бідності перебувало 2,7 % осіб, у тому числі 3,6 % дітей у віці до 18 років та 5,5 % осіб у віці 65 років та старших.
Цивільне працевлаштоване населення становило 12 932 особи. Основні галузі зайнятості: науковці, спеціалісти, менеджери — 26,2 %, освіта, охорона здоров'я та соціальна допомога — 22,2 %, публічна адміністрація — 12,1 %, фінанси, страхування та нерухомість — 8,8 %.